# شكري بن حسن
شكري بن حسن ولد في 8 ديسمبر 1972 في سوسة، هو سياسي تونسي.

## السيرة الذاتية

### الدراسات
شكري بن حسن متحصل على الأستاذية في الحقوق، وهو متفقد مركزي للمصالح المالية.

### المسار السياسي
كان شكري بن حسن معتمدا بين 2006 و2009، وعين كاتبا عاما لولاية المهدية بين 2009 و2012. 

في 2 فبراير 2011، أياما بعد الثورة التونسية، عين واليا لبنزرت ولكنه منع من أداء مهامه.

عندما كان منسقا جهويا لحزب نداء تونس في سوسة، عين واليا للقيروان في 9 أبريل 2015. بدعوة من عدة ناشطين من المجتمع المدني، نظم اعتصام أمام مقر الولاية للتظاهر ضد تعيينه في هذا المنصب بسبب كونه من نظام زين العابدين بن علي
، بالرغم من ذلك، أدى اليمين في 14 أبريل، وبقي على رأس الولاية حتى 16 سبتمبر 2016.

في 27 أغسطس 2016، عين في منصب كاتب دولة للشؤون المحلية والبيئة في حكومة يوسف الشاهد، ثم في 5 نوفمبر 2018، أصبح كاتب دولة للاقتصاد الاجتماعي والتضامني في نفس الحكومة. في 27 فبراير 2020، عين وزيرا للبيئة في حكومة إلياس الفخفاخ، ثم في 15 يوليو، عين وزيرا للشؤون المحلية بالنيابة.
في 19 نوفمبر 2021، أصدر قاضي التحقيق الأول بالمكتب 38 بالقطب القضائي المالي، بطاقة إيداع بالسجن في حق وزير البيئة الأسبق شكري بلحسن والنائب بالبرلمان المجمدة اختصاصاته محمد صالح اللطيفي على ذمة القضية التحقيقية المتعلقة بتقديم تصاريح وفواتير مغلوطة بخصوص "تهريب النحاس"، وفق ما افادت به وسائل إعلام تونسية.